# Afro-Argentins
La population noire d’Argentine (également désignée sous le terme Afro-Argentins), issue de la traite négrière pratiquée par l’Espagne d’abord sous la Vice-royauté du Pérou, puis sous la Vice-royauté du Río de la Plata, a joué un rôle notable dans l’histoire de ce pays. Pendant les XVIIIe et XIXe siècles, les Afro-Argentins parvinrent à constituer plus de la moitié de la population de certaines villes et eurent une influence profonde sur la culture nationale.
Quoique cette population ait certes fortement baissée en nombre au long du XIXe siècle, sous l’effet conjugué des flux migratoires favorisés par la Constitution de 1853 et du taux de mortalité élevé chez les noirs, son apparente disparition de la conscience collective argentine résulte sans doute davantage d’une représentation historiographique qui tendait à la donner pour exterminée, que d’une réalité empirique. En effet, du 6 au 13 avril 2005 fut réalisée dans les quartiers de Monserrat, à Buenos Aires, et de Santa Rosa de Lima, à Santa Fe, une étude dénommée Prueba Piloto de Afrodescendientes, laquelle mit en lumière que 4 à 6 % de la population argentine reconnaissait avoir des ancêtres originaires d’Afrique noire. Ces résultats recoupent assez bien ceux de l’étude menée par le Centre de génétique de l’université de Buenos Aires, qui permit d’estimer à environ 4,3 % le pourcentage d’habitants de Buenos Aires et de sa banlieue porteurs de marqueurs génétiques africains,,.
Plus tard, au début du XXe siècle, des immigrants noirs arrivèrent du Cap-Vert, cette fois cependant non comme esclaves et sans y avoir été poussés par la guerre, mais comme marins-pêcheurs apportant leur savoir-faire. Il est estimé que plus de 10 000 de ces Africains de l’ouest vivent actuellement dans toute l’Argentine.
Selon les données issues du recensement national de 2010, la population argentine d’ascendance africaine était en 2010 forte de 149 493 personnes (soit 0,4 % de la population totale). De cet effectif, 137 583 (soit 92 %) étaient Afro-Argentins et les 11 960 restants (soit 8 %) étaient originaires d’autres pays, en majorité du continent américain.

## Introduction: traite et zones d'origine des noirs à l’époque coloniale

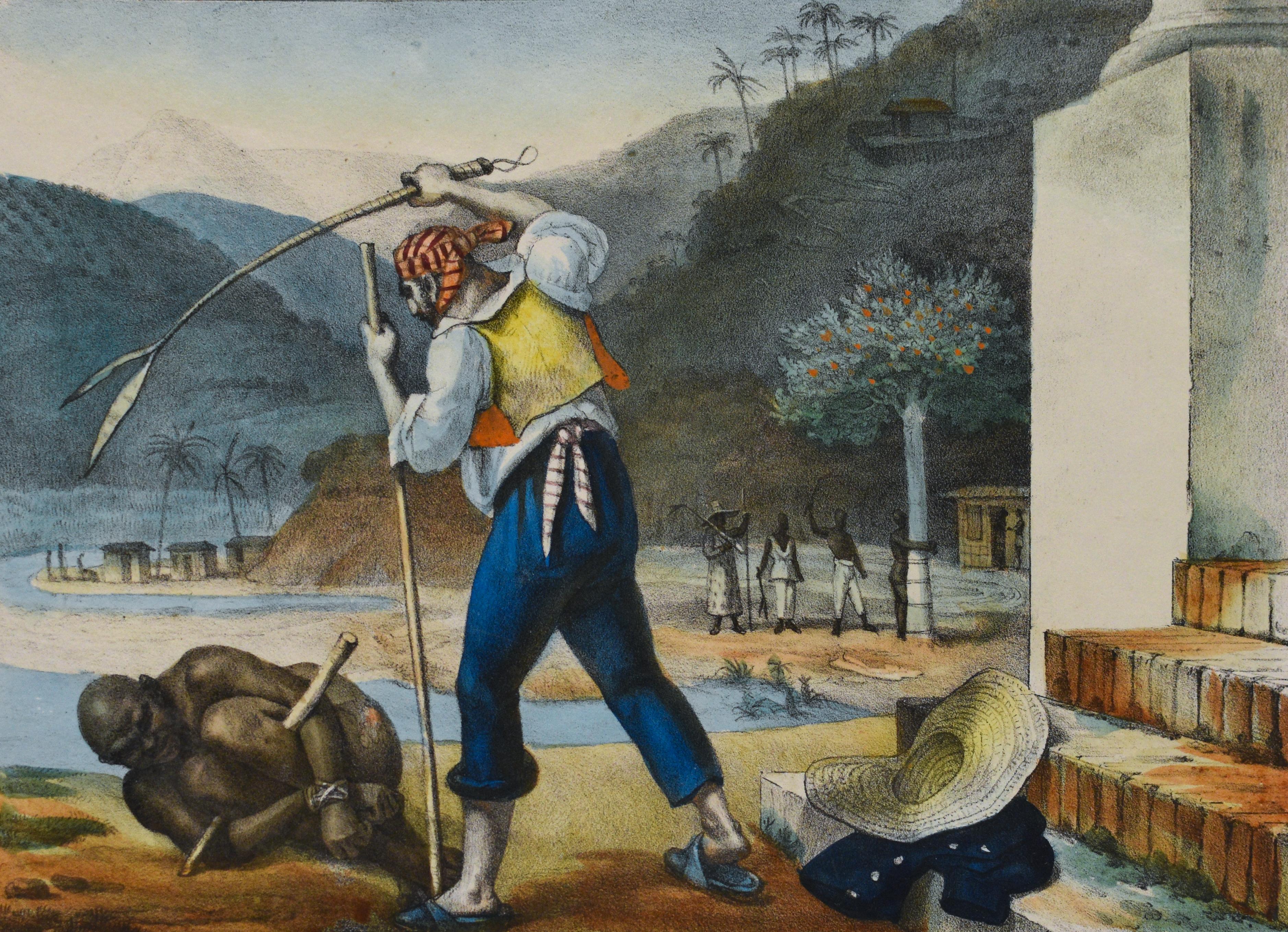
Esclavage, de Jean-Baptiste Debret. Les puissances européennes avaient instauré dans leurs colonies américaines un système esclavagiste se traduisant par le transport à destination desdites colonies de dizaines de milliers de personnes capturées en Afrique subsaharienne.

Le système économique des colonies européennes en Amérique mit en place, comme partie intégrante du processus de conquête, différents modes d’exploitation forcée du travail des Amérindiens. Toutefois, la densité de population relativement faible de plusieurs des territoires américains conquis, la résistance opposée par certains groupes aborigènes à la domination européenne, et surtout le taux de mortalité élevé provoqué par la désintégration de leur société, par la nature du travail et par les maladies introduites par les Européens, portèrent ces derniers à suppléer au manque de main-d’œuvre par l'introduction d'esclaves en provenance d’Afrique subsaharienne.
Jusque bien avant dans le XIXe siècle, l’activité minière et l’agriculture constituaient le gros de l’activité économique en Amérique. Ce travail fut accompli pour une bonne part par de la main-d’œuvre sous le régime d’esclavage ou sous un régime similaire. Les Africains présentaient pour les colons l’avantage d’avoir été d’ores et déjà, de par la proximité géographique, exposés aux maladies européennes, et d’être en même temps adaptés au climat tropical des colonies.
Dans les colonies du Río de la Plata, l’introduction d’esclaves africains est autorisé légalement dès 1534. Entre 1595 et 1680, 22 892 Africains sont enregistrés légalement sur le port de Buenos Aires, mais ce nombre ne représente qu'une petit partie des arrivages, le reste étant en grande partie le fait de la contrebande. Le trafic ensuite prospéra, par l’intermédiaire du port de Buenos Aires, après qu’eut été accordé aux Britanniques le privilège d’importer par ce port un quota d’esclaves. Les rois d’Espagne concluaient, à l’effet de pourvoir des esclaves aux Indes orientales, des contrats de asiento avec différentes compagnies, principalement portugaises et espagnoles. En 1713, l’Angleterre, sortie victorieuse de la guerre de Succession d'Espagne, eut le monopole de ce commerce. Le dernier asiento fut contracté avec la Compagnie royale des Philippines en 1787. Les noirs étaient mesurés puis marqués au fer, jusqu’à l’interdiction de cette pratique en 1784.
En ce qui concerne le lieu d’origine, la majorité des Africains introduits en Argentine étaient originaires du territoire des actuels États d’Angola, de la République démocratique du Congo, de Guinée et de la République du Congo, c'est-à-dire appartenaient à la famille ethnique bantoue ; les arrivages d’esclaves en provenance des îles du Cap-Vert, survenus avant le XVIe siècle, n’avaient en revanche été que relativement peu abondants. Les Africains des groupes yoruba et éwé, qui formaient le gros des contingents amenés au Brésil, étaient moins nombreux dans le Río de la Plata.
Il a été calculé que 11 millions d’Africains furent transportés en Amérique, principalement en provenance — en ce qui concerne l’Argentine — des actuels États du Congo et de l’Angola. En Amérique du Sud, ces noirs transitaient essentiellement par les ports de Buenos Aires, Montevideo, Valparaíso et Rio de Janeiro.
Parfois, les esclaves étaient achetés par des particuliers directement à l’étranger par l’entremise d’un commissionnaire, comme l'atteste une lettre ainsi conçue envoyée de Rio de Janeiro :

« Cher Monsieur : par la goélette Ávila je vous remets la jeune négresse que vous m’avez chargé d’acheter ici. Elle a treize ou quatorze ans environ, est née dans le Congo, et s’appelle María. Je fais établir que j’ai reçu cinq cents pesos, montant de l’achat. Meilleures salutations. Votre très-dévoué serviteur. »

Dans le Río de la Plata, les esclaves étaient destinés aux travaux d’agriculture et d’élevage, aux tâches domestiques et, dans une mesure moindre, à l’artisanat. Dans les zones urbaines en particulier, beaucoup d’esclaves s’adonnaient aux travaux d’artisanat en vue de la vente, dont les bénéfices étaient perçus par leurs patrons. Les quartiers de San Telmo et de Monserrat à Buenos Aires hébergeaient un grand nombre de ces esclaves, quoique la majeure partie d'entre eux fussent employés aux travaux domestiques. Le recensement effectué en 1778 par Juan José de Vértiz y Salcedo fait état de chiffres très élevés dans les villes situées dans des régions à forte production agricole: 54 % dans la Santiago del Estero, 52 % dans celle de San Fernando del Valle de Catamarca, 46 % dans celle de Salta, 44 % dans celle de Córdoba, 42 % dans celle de San Miguel de Tucumán, 24 % dans celle de Mendoza, 20 % dans celle de La Rioja, 16 % dans celle de San Juan, 13 % dans celle de San Salvador de Jujuy, et 9 % dans celle de San Luis. Dans d'autres villes, les noirs constituaient une plus petite partie de la population. L'un des quartiers actuellement riches de la ville de Corrientes porte aujourd’hui encore le nom de Camba Cuá, dérivé du guarani kamba kua, signifiant grotte aux noirs.
En ce qui concerne la ville de Buenos Aires, le même recensement chiffra à 15 719 le nombre d’Espagnols, à 1 288 celui des métis et des Indiens, et à 7 268 celui des mulâtres et des noirs. En 1810 furent comptabilisés 22 793 blancs, 9 615 noirs et mulâtres, et seulement 150 indigènes. La zone la plus densément peuplée de noirs se situait dans le quartier de Montserrat, également dénommé quartier du Tambour (en esp.Barrio del Tambor), éloigné de quelques carrés seulement de l’actuel emplacement du palais du Congrès.

### Les «nations»
Les noirs d’Argentine avaient coutume de se grouper en sociétés qu’ils appelaient « naciones », parmi lesquelles les nations Conga (composées de basanés), Cabunda, Africana argentina, Mozambique etc.
Lesdites nations avaient pour siège soit des lieux ouverts, aplanis artificiellement et recouverts de terre battue pour les besoins de la danse, soit des endroits fermés avec espace intérieur libre. Dans quelques cas, grâce à la générosité de quelque maître, les salles étaient revêtues de tapis et de rideaux. Les nations avaient leur roi et leur reine, lesquels, bien qu’ils fussent en réalité élus démocratiquement et ne tinssent pas cour, disposaient d’un trône, que se dressait à l’endroit le plus en vue de la salle et était orné d’un drapeau, dont chaque nation du reste était doté. S’y trouvait également une tribune, ou à tout le moins une estrade, que servait entre autres choses à recevoir les grands dignitaires, tels que p.ex. Juan Manuel de Rosas, son épouse et sa fille, ainsi qu'on peut le voir sur un tableau de Martín Boneo. Au siège se célébraient des fêtes et s’accomplissaient des séances de danse.
Ces sociétés d’Africains à leur tour se concentraient dans certains quartiers, comme ceux du Mondongo ou du Tambour à Buenos Aires. Le premier nommé fut l’un des plus importants de cette ville et se composait de 16 îlots sis dans le quartier de Monserrat. Son nom s’explique par le fait qu’il s’y consommait de fortes quantités de tripes (en esp. mondongo), vendues par des marchands ambulants au cri de Mondongo, mondongo!. Quant au nom Tambor (tambour) du deuxième nommé, il n’était pas rare qu’un village eût une nation noire portant cette appellation, attendu que c’était l’instrument favori pour la danse et les chansons.

### Catégories raciales sous l'ère coloniale
À l’époque coloniale, les autorités espagnoles avaient un ensemble de termes pour qualifier les différentes variétés de métissage (cruza, croisement) résultant de l’union de personnes noires africaines avec des personnes d’autres origines raciales. Ce sont :
- mulâtre (mulato) : terme dérivant de mule, métissage entre un noir ou une noire et un blanc ou une blanche.
- terceron (tercerón) : métissage entre un blanc ou une blanche et un mulâtre ou une mulâtresse.
- quarteron (cuarterón) : métissage entre un blanc ou une blanche et un terceron ou une terceronne.
- quinteron (quinterón) : métissage entre un blanc ou une blanche et un quarteron ou une quarteronne.
- zambo : métissage entre un noir ou une noire et un ou une indigène.
- zambo prieto : ayant une couleur noire prononcée.
- salto atrás (litt. saut en arrière) : terme utilisé quand un enfant avait un teint plus foncé que ses parents.

Socialement, avoir une cruza dans son arbre généalogique était une tache. Ces catégorisations, ainsi que d’autres usuelles dans la culture coloniale, comme métisse ou cholo, s’employaient pour stigmatiser et empêcher l’ascension sociale de certaines personnes, et il est advenu en effet que des personnalités historiques connues se fussent trouvées dans cette situation, comme Bernardo de Monteagudo et Bernardino Rivadavia, que furent taxés de mulâtres.

## Les noirs argentins auXIXesiècle

### Prélude à l’indépendance et naissance de l’Argentine

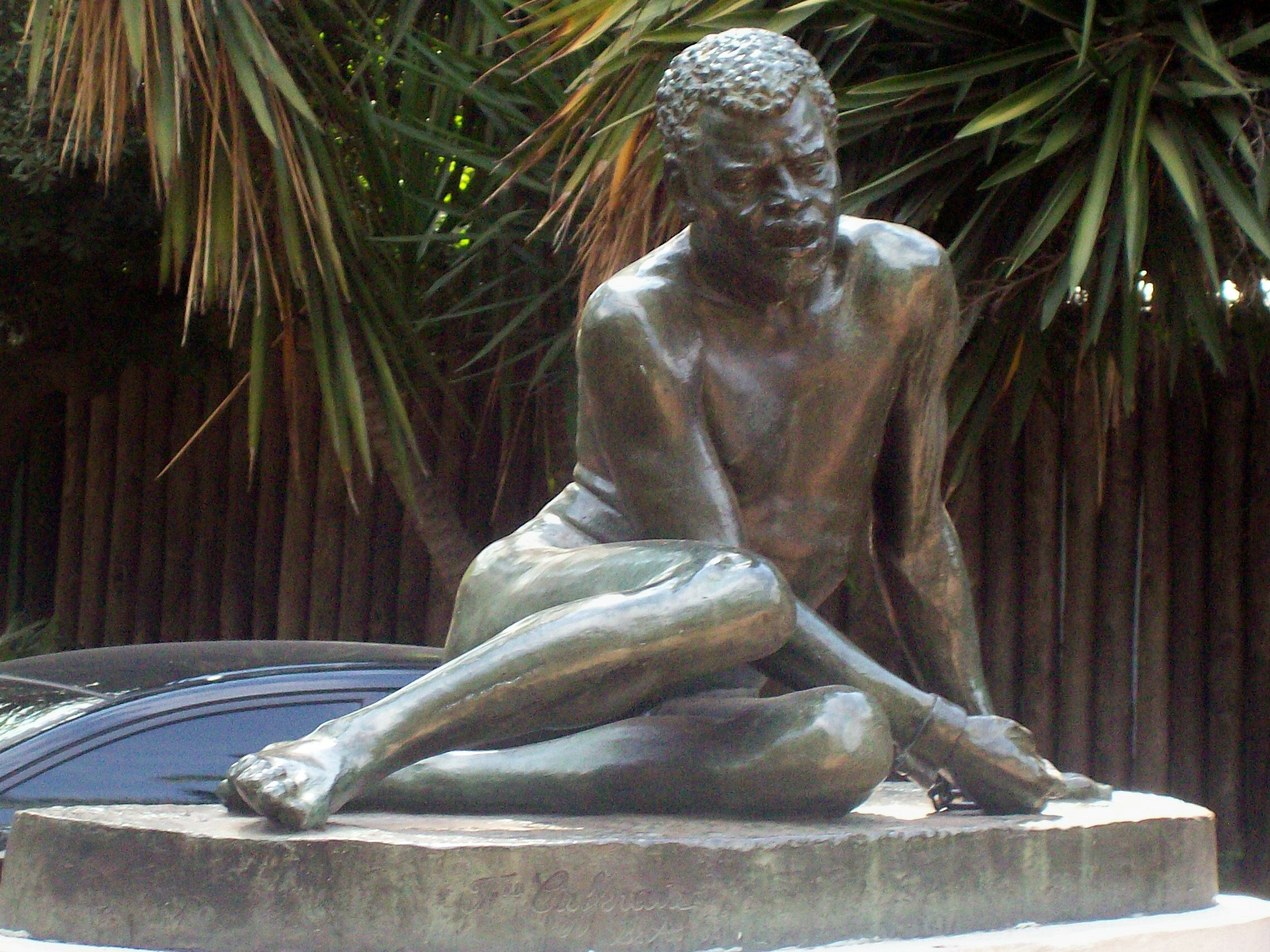
L’esclavage, sculpture de Francisco Cafferata, à Buenos Aires.

Des témoignages de l’époque portent à admettre que les esclaves étaient de façon générale traités avec moins de cruauté à Buenos Aires et à Montevideo qu’ailleurs. José Antonio Wilde notait, dans Buenos Aires desde 70 años atrás (1810-1880), que :

« les esclaves avaient été traités avec une véritable affection par leurs maîtres, sans comparaison avec le traitement donné dans d’autres colonies. »

Cela cependant ne l’empêcha pas de reconnaître par ailleurs que :

« les maîtresses tourmentaient plus ou moins cette fraction infortunée du genre humain (et qu’)ils se mouvaient parmi nous en général fort mal vêtus. »

Les étrangers de passage dans le Río de la Plata ont laissé dans leurs témoignages une opinion semblable concernant le traitement meilleur fait aux esclaves. Par exemple, Alexander Gillespie, capitaine de l’armée britannique lors des offensives anglaises, écrivit dans ses mémoires avoir été surpris de la manière bien meilleure dont les esclaves étaient traités en comparaison de ceux de nos planteurs et des planteurs d’Amérique du Sud, poursuivant :

« Ces malheureux déportés de leur pays, comme ils ont été achetés à Buenos Aires, le premier soin du maître est d’instruire son esclave dans la langue du lieu ainsi que dans les principes généraux et le crédo de sa foi (…). Les maîtres, pour autant que je pus l’observer, étaient également attentifs à leur morale domestique. Tous les matins, avant qu’elle s’en fût à la messe, la maîtresse de céans faisait se rassembler les noirs en cercle sur le sol, jeunes et vieux, en leur donnant à faire des travaux d’aiguille et de tissage, selon leurs capacités. Tous paraissaient joyeux, et nul doute pourtant que la réprimande n’épargnait pas leur cercle. Avant et après les repas de midi, ainsi que lors du repas du soir, l'un d'eux se présentait pour demander la bénédiction et témoigner leur gratitude, ce qu’on leur enseignait à considérer comme d’éminents devoirs et dont ils s'acquittaient toujours avec solennité. »

— Mémoires d’Alexander Gillespie, capitaine de l’armée britannique
En 1801, les milices composées de soldats noirs et mulâtres affranchis, dont l’existence à Buenos Aires remontait déjà à fort loin, furent réglementées et soumises à discipline, et des compagnies furent créées à Buenos Aires, Montevideo et Asuncion. À la suite de l’offensive anglaise de 1806, ces milices portègnes vinrent à constituer, aux côtés de soldats indigènes, le bataillon de Castas, lequel était subdivisé en compagnies de mulâtres, de pardos (bruns) et de naturales (noirs). Une partie de ces soldats fut transférée au corps de Castas d’artillerie. L’on créa en outre un corps d’esclaves destiné à défendre Buenos Aires en cas extrême, mais il ne leur fut pas confié d’armes. Après la révolution de Mai, le bataillon de Castas alla former le régiment de Pardos y Morenos, qui participa à toutes les campagnes de la guerre d’indépendance de l’Argentine.

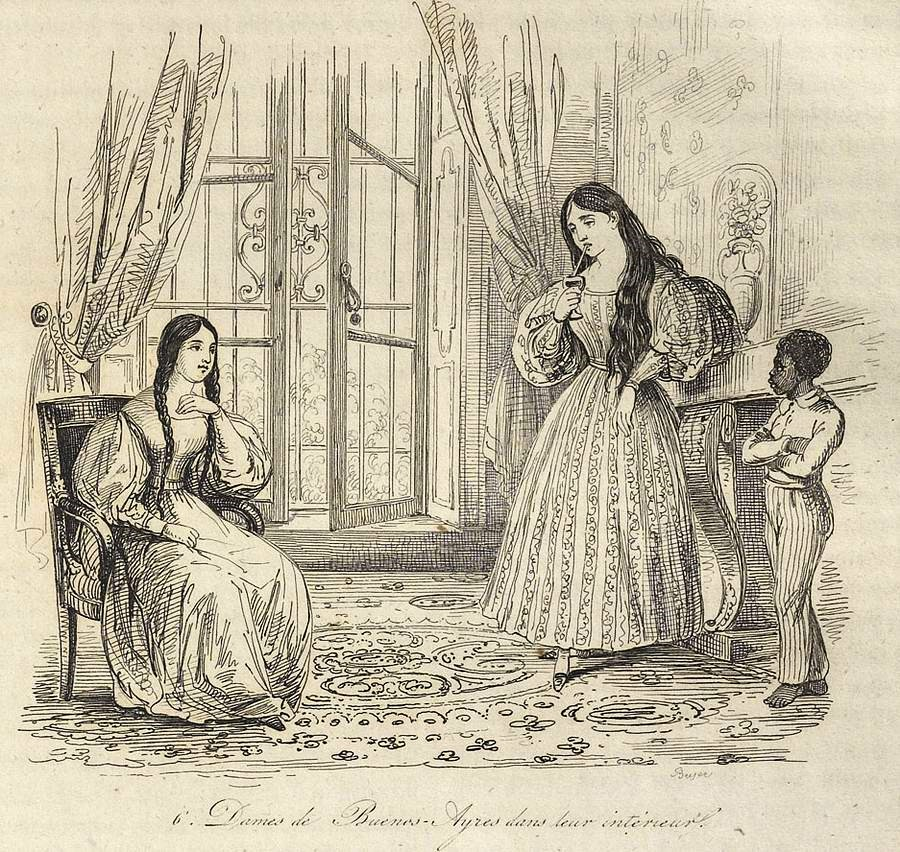
Dames de Buenos Aires dans leur intimité, accompagnée de leur esclave, en 1827.

Alors que se déroulaient les offensives britanniques contre le Río de la Plata eut lieu à Buenos Aires un soulèvement des esclaves noirs, qu'encourageait l’essor pris par le mouvement abolitionniste en Angleterre et qui croyaient que le corps expéditionnaire britannique était arrivé principalement dans le but de leur offrir la liberté. Mais le général anglais William Carr Beresford ne voyait pas ce mouvement avec sympathie : le porte-parole des criollos de Buenos Aires, Juan Martín de Pueyrredón (lequel devait quelques jours plus tard organiser la reconquête du Río de la Plata sur les Anglais), argumentant que la ruine menacerait le pays si les aspirations des esclaves n’étaient pas réprimées, lui réclama des mesures en faveur de leurs domaines agricoles. En conséquence, Beresford édicta un arrêté ordonnant que l’on fît entendre aux esclaves que leur condition ne changerait pas (« on les attacha à temps », devait écrire Pueyrredón en juillet 1806 dans une lettre adressée à son beau-père à Cadix). Cette mesure contribua à la défaite des Anglais, car elle incita les esclaves à se retourner contre eux.
Après la capitulation des Anglais, le cabildo de Buenos Aires déclara que son principal objectif serait de « trouver les moyens d’éradiquer l’esclavage de notre sol ». Pourtant, en 1812, l’on voulut empêcher Bernardo de Monteagudo de devenir membre du Premier triumvirat, au motif de sa « douteuse filiation maternelle » (dudosa filiación materna), en allusion à ses aieux africains ; mais paradoxalement, l’un des réticents était Bernardino Rivadavia, pareillement descendant d’Africains. L’Assemblée de l'an XIII, premier corps constituant d’Argentine, décréta la liberté des ventres, par laquelle la liberté était accordée aux enfants nés d’esclaves, mais non aux esclaves existants. Ainsi par exemple pouvait-on lire dans le journal El Centinela du 8 septembre 1822 ce qui suit :

« On désire acheter quelques esclaves qui s’y entendent dans les travaux des champs, ou qui savent aller à cheval. Celui qui souhaite en vendre est prié de se rendre au magasin de don Miguel Ochagovia, qui en informera l’acheteur. »

Le journal El Tiempo du 5 septembre 1828 publiait l’annonce suivante :

« En vente une jeune fille de 23 à 24 ans, sans vice ni maladies, sachant lessiver, repasser et cuisiner, pour la somme de 280 pesos d’argent, ou équivalent en monnaie courante. Rue Europa no 69. »

Ils pouvaient en revanche, s’ils étaient en désaccord avec leur maître, solliciter d’être revendus, voire se mettre eux-mêmes en quête d’un acheteur. Bon nombre d’esclaves faisaient partie des milices et des troupes irrégulières qui ultérieurement composeraient l’armée argentine, mais toujours dans des escadrons séparés.
Jusqu’à l’abolition de l’esclavage en 1853, la loi d’affranchissement (Ley de Rescate) obligeait les propriétaires d’esclaves à céder 40 % de leurs effectifs pour qu’ils accomplissent leur service militaire. Ceux qui effectuaient cinq années complètes de service obtenaient la liberté, toutefois de tels cas ne se présentèrent qu’à de rares occasions.
Les armées de l’indépendance furent amenées à recruter, dans les territoires conquis par elles sur les royalistes, de forts contingents d’esclaves, offrant à ceux-ci la liberté en contrepartie de leur engagement. Beaucoup parmi eux furent versés dans le Bataillon no 8, lequel faisait partie de la ligne de choc lors de la bataille de Chacabuco, où le bataillon eut à subir de nombreuses pertes.

### Sous la dictature de Rosas
Sous le gouvernement de Juan Manuel de Rosas, la proportion de noirs dans la population totale de Buenos Aires alla jusqu’à atteindre 30 %. De cette époque date la célébration des carnavals sous leur forme américaine, ainsi que l’apparition de rythmes tels que le candombe et la milonga, appelés ensuite à faire partie intégrante du folklore argentin. À propos de Rosas, il a été rapporté qu’il prisait fort sa population noire, et qu’il aimait à assister aux candombes. Bon nombre des gauchos employés aux travaux des champs dans la campagne étaient à cette époque des noirs.
En 1837, Rosas promulgua une loi qui interdisait expressément l’achat et la vente d’esclaves sur le territoire national argentin, et en 1840 rendit publique une déclaration tendant à l’abolition intégrale, sous toutes ses formes, du commerce des esclaves dans le Río de la Plata. Si la Constitution nationale de 1853 abolit l’esclavage, l’abolition ne devint réellement totale qu’avec la réforme de la Constitution de 1860, qui établissait la liberté également pour les esclaves de maîtres étrangers lorsque ceux-ci les avaient introduits sur le territoire argentin.

### L’ère Sarmiento et décennies suivantes
Deux des passages les plus marquants du Martín Fierro, épopée gaucho composée en 1872 et passant pour le livre national de l’Argentine, relatent les rencontres du personnage principal avec des gauchos noirs : lors de la première de ces rencontres, dans la première partie du livre, il assassine son interlocuteur noir avec un évident dédain raciste, tandis que lors de la seconde, plusieurs années plus tard, il soutient avec le gaucho noir, qui se révèle être le fils du premier, une payada (chanson improvisée en solo ou en duo, avec deux protagonistes s’interpellant) restée fameuse.
Le romancier Martínez Zuviria (connu sous le pseudonyme d'Hugo Wast) publia en 1904 le roman Alegre, unique roman de la littérature argentine ayant pour protagoniste et personnage central un immigrant africain en situation d’esclavage. Martínez Zuviría rédigea cette œuvre entre 1902 et 1904, sous la présidence de Julio Argentino Roca, alors que dominait la vision européisante des gouvernements conservateurs, laquelle vision tendait à dénier aux Afro-Argentins leur part légitime dans l’identité nationale. Alegre fut très influencé par le roman abolitionniste La Case de l'oncle Tom, qui fut en partie à l’origine de la guerre de Sécession par suite de la censure que le frappa au motif qu’il prenait pour héros un noir africain. Dans le roman de Wast, le protagoniste, dont le nom est Alegre, est un jeune Africain à la peau noire qui accomplit d'innombrables exploits et possède un cœur sensible et généreux.
L'esclavage aboli, les noirs continuent à faire l'objet de discrimination. Des quatorze collèges existant à Buenos Aires en 1857, seuls deux admettaient des enfants noirs, en dépit de ce que 15 % des élèves de cette année-là étaient des enfants de couleur. De manière semblable, en 1829, dans la ville de Córdoba, n'étaient admis dans les collèges secondaires que deux élèves noirs par an, et les noirs n’eurent accès à l’université qu’à partir de 1853.
Entre-temps, les noirs avaient commencé à publier des journaux et périodiques et entrepris d’organiser une défense commune. Un de ces périodiques, El Unionista, publia en 1877 une déclaration d’égalité de droits et de justice pour toute personne sans considération de la couleur de peau. Dans un des numéros de cette revue, l’on pouvait lire :

« … la Constitution est lettre morte et les comtes et marquis abondent ; lesquels, s’en tenant à l’antique et odieux régime colonial, prétendent traiter leurs subordonnés comme des esclaves ; sans s’aviser que parmi les hommes qu’ils humilient, il en est de nombreux qui cachent sous leur grossière vêture une intelligence supérieure à celle de celui qui les outrage. »

D’autres titres de la presse noire argentine du XIXe siècle sont La raza africana, o sea el demócrata negro (litt. la Race africaine, ou le démocrate noir) et El proletario (tous deux de 1858). Vers 1880 existaient dans la ville de Buenos Aires une vingtaine de périodiques de ce type.
Les noirs argentins tentèrent par ailleurs de prendre pied dans la vie politique de leur pays. Par exemple, José M. Morales, colonel mitriste actif, parvint à devenir député provincial, membre de la constituante, puis sénateur provincial de la province de Buenos Aires en 1880, tandis que le colonel Domingo Sosa réussit par deux fois à être député et membre de la constituante provinciale de 1854.

#### Évolution démographique de la population noire

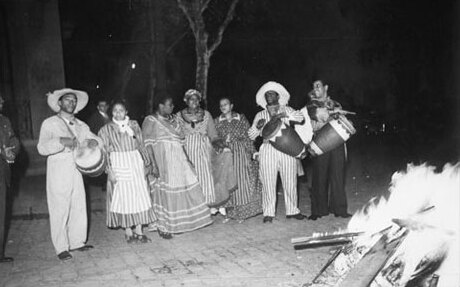
Argentins noirs jouant au candombe en 1938.

Traditionnellement, il était affirmé que la population noire d’Argentine commença à décliner à partir du début du XIXe siècle, jusqu’à disparaître ensuite quasi complètement. Cependant, le recensement pilote, réalisé dans deux quartiers urbains d'Argentine en 2005 et visant à appréhender la notion qu’avaient les habitants de ces quartiers d’ancêtres originaires d’Afrique noire, permit d’établir que 3 % environ de la population argentine déclare avoir une ascendance noir. Compte tenu du fait que l’immigration européenne explique plus de la moitié de l’accroissement démographique argentin en 1960, quelques chercheurs soutiennent que, plutôt qu’une baisse des effectifs, ce qui s’est produit en réalité est un processus d’invisibilisation de la population argentine noire et de ses traditions culturelles.
Les anciennes théories qui soutenaient le génocide, supposaient une mortalité élevée des soldats noirs dans les guerres du XIXe siècle (puisqu'ils étaient théoriquement en nombre disproportionnellement élevé au sein des forces armées - qui aurait été intentionnellement planifiée par les gouvernements de l'époque -) et dans une épidémie de fièvre jaune en 1871 qui a touché le sud de la ville de Bs. As., ainsi qu'une forte émigration vers l'Uruguay (du fait qu'il y aurait eu une population noire plus importante et un climat politique plus favorable).
La recherche au cours des dernières décennies a écarté de telles théories. S'il est vrai que les noirs constituaient une partie importante des armées et des milices du XIXe siècle, ils n'étaient pas majoritaires et leur nombre ne différait pas beaucoup de celui des Amérindiens et des blancs, même dans les rangs inférieurs (appelé chair à canon). Les épidémies de fièvre jaune qui ont touché Buenos Aires (en particulier la plus meurtrière, celle de 1871) n'ont pas non plus eu un grand effet, car les études démographiques ne corroborent pas ce point de vue (au contraire, elles montrent que les plus touchés étaient les immigrés européens récemment arrivés vivant dans la pauvreté) et, de plus, cette théorie n'explique pas le déclin de la population noire dans le reste de l'Argentine.
Ces arguments n'ont été avancés que sur la base de conjectures, mais depuis le XXe siècle, ils ont été diffusés en permanence en Argentine par le système éducatif et les médias (encore aujourd'hui) en raison du manque d'accent accordée à l'étude du sujet et en tant que méthode pour rendre invisible la population non-blanche qui a duré dans le pays jusqu'à nos jours (bien qu'à partir du XXe siècle, les noirs soient devenus un pourcentage minimum de la population argentine, les Amérindiens ont continué à être une minorité importante qui a commencé à croître avant le milieu du XXe siècle — et continue de le faire — en raison de la nouvelle vague d'immigration en provenance des pays d'Amérique du Sud), qui a servi à ce que, dans l'imaginaire social, l'identité argentine repose uniquement sur la population blanche, en particulier ceux issus d'immigrants européens.
La théorie la plus largement acceptée aujourd'hui est que la population noire a progressivement diminué au fil des générations en raison de son métissage avec les blancs et, dans une moindre mesure, avec les Amérindiens, qui se produisait fréquemment depuis le XVIIIe siècle dans la vice-royauté du Río de la Plata, et s'est encore accélérée à la fin du XIXe siècle avec l'arrivée de la vague massive d'immigration blanche d'Europe et du Moyen-Orient, qui a été promue par les gouvernements argentins de l'époque précisément pour que la population non-blanche soit «diluée» au sein de la majorité blanche par métissage. Ce processus était similaire à celui du reste du continent (avec des résultats différents selon le volume d'immigration et les caractéristiques démographiques particulières de chaque région) et est connu sous le nom de blanchiment.
Il était basé sur l'idée que les blancs (en particulier ceux appartenant aux cultures d'Europe occidentale) étaient les seuls capables de perpétuer une civilisation, tandis que la plupart des non-blancs (comme les Amérindiens et les noirs) étaient inévitablement liés à la barbarie.
Contrairement à d'autres régions d'Amérique où il y avait une forte ségrégation violente des non-blancs en raison des mêmes idées, les élites argentines pensaient que l'ascendance non-blanche pourrait être renforcée par un mélange racial avec des blancs. L'exception, depuis le milieu du XIXe siècle, étaient les non-blancs qui vivaient encore dans des sociétés tribales qui ne faisaient pas partie de la culture argentine et n'étaient pas sous le contrôle du gouvernement, en l'occurrence les Amérindiens de divers peuples indigènes locaux qui généralement Il avait des conflits avec lui (d'autres, au contraire, ils avaient intégré), perçus comme des sauvages incorrigibles bloquant le progrès et menaçant la nation. Cela a conduit à des guerres contre eux (comme certaines des Conquête du Désert) qui dans certains cas se sont terminées par des meurtres de masse et des génocides (faisant même disparaître certains groupes ethniques), en plus de prendre leurs terres.
À la fin de la période coloniale, le métissage était courant car, malgré le racisme qui prévalait à l'époque, le niveau de ségrégation et de violence envers les non-blancs qui faisaient partie de la société coloniale dans les territoires qui font actuellement partie de l'Argentine était plus bas que dans d'autres colonies européennes d'Amérique et dans d'autres régions coloniales espagnoles où une plus grande intensité de travail forcé était nécessaire (comme les enclaves minières ou les grandes propriétés agricoles dans les régions tropicales). Pour cette raison, il y avait moins de mauvais traitements envers les esclaves, qui avaient également une plus grande liberté de circulation, en particulier ceux qui travaillaient dans les champs, où le travail associé à l'élevage de bétail et à l'agriculture extensive était fondamentalement nécessaire. Il était également plus courant pour eux de pouvoir acheter leur liberté, donc même plusieurs décennies avant l'abolition de l'esclavage, celle-ci était en net déclin.
D'autre part, en raison de l'association de la noirceur avec la barbarie, déjà à la fin du XVIIIe siècle, les noirs (qui avaient alors normalement un certain niveau de métissage et donc une peau plus claire que la plupart des esclaves récemment arrivés d'Afrique, comme ainsi que des traits moins typiques de la race), en fonction de leur degré de liberté ou de bonnes relations avec leurs maîtres ou leur environnement social blanc, sont progressivement venus à être considérés dans les recensements et les documents juridiques dans des catégories pseudo-raciales déroutantes (mais bénéfiques pour eux) ainsi que ceux des pardos ou trigueños (qui incluaient également des Amérindiens qui faisaient partie de la société coloniale et même des blancs avec un haut niveau de métissage) pour les détacher de leur passé d'esclave et les rendre, théoriquement, plus fonctionnels pour la société moderne que les autorités entendaient créer (selon leur vision eurocentrique), en même temps que pour les noirs déjà métis, cela signifiait une meilleure position sociale et un plus grand degré de liberté en s'éloignant de leur catégorie raciale d'origine. Dans d'autres cas, également en raison de leur phénotype ambigu, plusieurs ont tenté d'être enregistrés comme des indiens (s'ils pouvaient expliquer leur ascendance indigène) car cela pouvait leur permettre d'obtenir la liberté, puisque depuis le XVIe siècle dans les colonies espagnoles, l'esclavage des indigènes était interdit par les lois nouvelles et les lois des Indes. Il y a même eu des cas de femmes noires avec un degré élevé de métissage qui ont réussi à être notées comme des señoras — « dames » — ou des doñas (catégories réservées uniquement aux femmes blanches) avec l'aide de personnes blanches de leur environnement (par exemple, les couples).
Ces situations ont amené les noirs à préférer former une famille avec des blancs et des Amérindiens (dans ce cas seulement jusqu'au milieu du XIXe siècle, lorsque les traits de cette race sont devenus moins désirables en raison de la persécution qui a commencé contre divers peuples indigènes) pour avoir des enfants à la peau plus claire et des traits plus éloignés des autochtones de l'Afrique subsaharienne, ce qui a augmenté leur niveau de métissage et, par conséquent, déclin, qui a duré avec force même lorsque l'esclavage a été aboli puisque les personnes à la peau plus claire ont continué à gouverner la société et de constituer la majorité de l'élite, laissant ainsi la peau sombre associée à la pauvreté dans l'idiosyncrasie argentine.
La classification d'un nombre croissant de non-blancs (en particulier ceux qui avaient mélange racial) dans de nouvelles catégories pseudo-raciales ambiguës a été conçue par les autorités depuis les dernières années de la période coloniale comme une méthode pour les éloigner de leurs identités raciales d'origine (noirs et indiens) dans une tentative de les rendre plus assimilables et fonctionnels au sein de la société moderne qu'il était censé créer. C'était la première partie du « blanchiment », connu sous le nom de éclaircissement, dans lequel les non-blancs étaient progressivement placés dans des catégories plus proches du blanc, ce qui était le plus souhaitable. En outre, l'élite blanche, qui était une minorité dans la plupart des endroits jusqu'au milieu du XIXe siècle, a utilisé cela comme un moyen de faire la différence entre « nous » et « eux », permettant à de nombreuses personnes «d'abandonner» leurs catégories raciales indésirables mais en même temps l'empêchant d'être classé comme blanc (puisqu'ils présentaient dans certains cas un aspect plus proche du blanc que celui des autres races) pour leur refuser l'accès au pouvoir et aux privilèges réservés à une minorité.
De cette manière, des termes tels que morochos — brune — ou criollos — créoles — (qui a élargi sa signification coloniale d'origine, qui se référaient uniquement aux blancs d'origine espagnole nés en Amérique) ont été utilisés pour cataloguer la grande majorité de la population qui n'était pas clairement blanche (ou blancs descendants d'Espagnols de l'époque coloniale dans le cas des créoles), contribuant ainsi plus tard au récit de la disparition des Amérindiens et des Noirs dans le pays. Les personnes mêmes appartenant à ces races (qui étaient déjà fortement mélangées, surtout dans le cas des Noirs) cherchaient activement à s'identifier aux nouvelles catégories puisqu'elles étaient symboliquement plus proches de la blancheur, ce qui rendait possibles plus d'avantages et moins de discrimination. Seuls les Noirs à peau foncée étaient considérés comme tels, et étant une minorité même au sein de la population noire argentine elle-même, ils étaient considérés comme des cas isolés ou des étrangers (puisque, depuis la fin du XIXe siècle, plusieurs d'entre eux étaient des immigrants africains libres récemment arrivés principalement du Cap-Vert). Dans le cas des Amérindiens, seuls ceux qui faisaient partie des peuples indigènes survivants (qui représentaient une petite minorité) en sont venus à être considérés comme tels, mais pas ceux qui faisaient partie de la société argentine non-indigène majoritaire.
En 1887, le pourcentage de Noirs était officiellement estimé à 1,8 % de la population totale. Ce taux ne sera plus déterminé dans les recensements ultérieurs. La position de l’État en la matière se fit explicite à l’issue du Recensement national de 1895, les responsables de celui-ci déclarant en effet :

« La population ne tardera plus à être unifiée tout à fait, en formant une nouvelle et belle race blanche. »

En référence au métissage qui s'est produit avec les Noirs depuis plusieurs générations, le journaliste Juan José de Soiza Reilly a déclaré en 1905 dans son article « Gente de color » — Les gens de couleur — (publié dans le magazine Caras y Caretas) :

« Petit à petit, cette race s'éteint … la race perd sa couleur d'origine dans le mélange. Il devient gris. Il se dissout. Ça s'éclaircit. L'arbre africain produit des fleurs blanches caucasiennes. »

#### Appréciation de Sarmiento

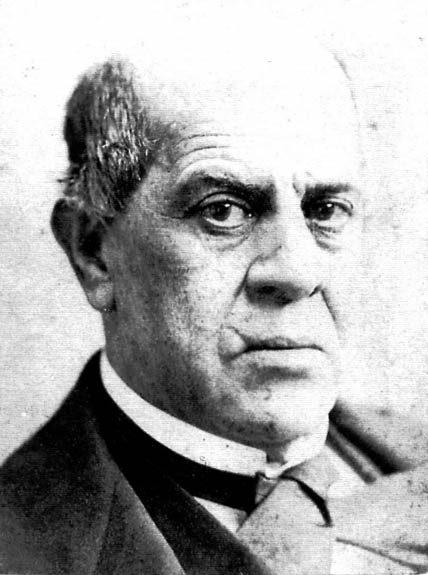
Domingo Faustino Sarmiento, président de la république argentine de 1868 à 1874, était opposé à l’esclavage des noirs.

Domingo Faustino Sarmiento, président de la république argentine au XIXe siècle, était opposé à l’esclavage des noirs et consigna en 1848, alors qu’il était en voyage aux États-Unis, les réflexions suivantes dans son carnet :

« Quelle erreur fatale fut celle de Washington et des grands philosophes qui ont fait la déclaration des droits de l’homme, d’avoir laissé aux planteurs du sud leurs esclaves ! ; et par quelle rare fatalité les États-Unis, qui dans la pratique ont réalisé les derniers progrès du sentiment d’égalité et de charité, sont-ils condamnés à livrer les ultimes batailles contre l’antique injustice d’homme à homme, vaincue déjà dans tout le reste de la terre !

L’esclavage aux États-Unis est aujourd’hui une question sans solution possible ; ils sont 4 millions de noirs, et d’ici 20 ans, ils en seront 8. Les affranchir ? Mais alors, qui payera les 1000 millions de pesos qu’ils valent ? Une fois affranchis, que fera-t-on de cette classe noire haïe de la race blanche ?… L’esclavage est une végétation parasite que la colonisation anglaise a laissée accrochée à l’arbre feuillu des libertés. On n’osa point l’éradiquer lorsqu’on élagua l’arbre, confiant au temps le soin de la tuer, mais le parasite a prospéré et menace d’emporter l’arbre tout entier… »

## Situation auXXesiècle
À partir de 1930 commencèrent à se produire de vastes migrations intérieures, en direction de Buenos Aires et d’autres grands centres urbains, de travailleurs du Nord désireux de prendre part comme ouvriers d’usine au processus d’industrialisation alors enclenché. Dans la décennie 1940, tandis que leur présence s’était faite profuse, ces travailleurs étaient dédaigneusement appelés cabecitas negras (petites têtes noires) par de larges secteurs des classes moyenne et supérieure en raison de leur couleur de peau et de leurs cheveux plus foncés.
Ce n’est que ces dernières années qu’ont commencé à être publiées des études tant historiques que sociologiques centrées sur la population noire d’Argentine, dont les résultats furent accueillis avec surprise. Les mécanismes d’invisibilisation et discrimination physique et culturelle des Afro-Argentins vint publiquement au jour en 2002, de façon retentissante, lorsqu’une fonctionnaire du service de Migrations accusa injustement une ressortissante argentine d’avoir falsifié son passeport, avec l’argument qu’elle ne pouvait être à la fois argentine et noire.
Ces dernières années toutefois, l’on assiste à une multiplication des études, activités et manifestations en rapport avec la population afro-argentine. Le résultat général tend à indiquer une présence tant physique que culturelle beaucoup plus importante que ce qui était supposé officiellement jusque-là.

### Vagues migratoires auXXesiècleet postérieures

#### Immigrants du Cap-Vert
Entre 12 000 et 15 000 descendants d’esclaves ou d’immigrants originaires du Cap-Vert vivent actuellement (2009) en Argentine ; parmi eux, trois centaines sont nés dans cette région d’Afrique.
Cette immigration commença à la fin du XIXe siècle et prit une certaine ampleur à partir des années 1920. Les périodes d’afflux intense se situent entre 1927 et 1933, et après 1946, et sont principalement imputables aux sécheresses périodiques et famines subséquentes sévissant dans le pays d’origine.
Les Cap-Verdiens étant des marins et des pêcheurs expérimentés, la majorité se fixa dans des villes portuaires telles que Rosario, Buenos Aires, San Nicolás de los Arroyos, Campana (dans la banlieue nord-ouest de Buenos Aires), Bahía Blanca, Dock Sud (banlieue sud-est de Buenos Aires) et Ensenada. Jusqu’à 95 % de ces personnes trouvèrent à s’employer dans la marine de guerre, dans la marine marchande, dans la flotte fluviale argentine, dans la compagnie pétrolière YPF, dans les chantiers navals, ou dans la ci-devant compagnie maritime publique ELMA.

#### Réfugiés d’Afrique continentale

##### À Buenos Aires
Dans le quartier familièrement appelé Once se sont fixés nombre d’Africains ayant fui la situation de leur pays, en particulier beaucoup de Sénégalais. Selon l’Agence pour les réfugiés à Buenos Aires, ils sollicitent d’abord l’asile, réussissent à obtenir un visa pour le Brésil, puis se rendent en Argentine, dans quelques cas en voyageant sur un navire comme passager clandestin. Lorsque le permis de séjour leur est refusé, ils restent néanmoins dans le pays illégalement et deviennent une proie facile pour les trafiquants d’êtres humains. Les dimanches, une partie de la communauté sénégalaise se réunit pour consommer des plats typiques de leur pays. D’ores et déjà, certains restaurants proposent des mets africains.

##### À Rosario
Ces dernières années, des Africains fuyant leur pays d’origine parce qu’ils y sont exploités, persécutés, ou pour quelque motif religieux ou politique, arrivent en Argentine comme passagers clandestins sur des navires, en particulier par le port de Rosario, dans la province de Santa Fe. Généralement, ils s’embarquent sans savoir où le bateau les mène, ou croyant aller dans un pays développé de l’hémisphère nord. Ils viennent pour la plupart du Nigeria, de Côte d'Ivoire et de Guinée.
Si leur nombre est encore faible, il tend à s’accroître d’année en année : en 2008, 70 personnes, contre une quarantaine l’année précédente, cherchèrent refuge en Argentine, mais seuls 10 purent rester, les autres ayant été rapatriés. Beaucoup sont des mineurs d’âge.
Le premier Africain à tenter ce nouveau mode d’immigration arriva à Rosario en 2004, alors âgé de 12 ans. S’il fut adopté par une famille, la plupart n’ont pas la même chance et beaucoup d’enfants sont logés dans des foyers transitoires, tandis que les adultes vivent dans de petits meublés et gagnent leur vie comme marchands ambulants. Quelques-uns ont fondé une famille et se sont établis ; d’autres ont sombré dans la délinquance.

#### Femmes dominicaines
Au début de la décennie 1990, et jusqu’à l’éclatement de la crise économique de 2001, se développa, au départ de pays pauvres, à la suite du régime de change fixe peso argentin-dollar, un courant migratoire composé de personnes poussées à venir travailler en Argentine pour y gagner des salaires relativement élevés (car libellés en dollars), pour retourner ensuite dans leur pays d’origine avec un important pécule. L’on vit alors arriver en nombre des femmes dominicaines d’ascendance africaine, pour une bonne part d’entre elles afin d’y exercer la prostitution, de leur plein gré ou non, ou pour se trouver prises dans quelque réseau mafieux de traite d’êtres humains.
L’année 2008 vit l’amorce d’une deuxième vague d’immigrantes de cette même catégorie : le nombre de demandes de femmes dominicaines pour s’établir en Argentine passa de 663 en 2007 à 1168 en 2008, selon les statistiques de la Direction des migrations. Les autorités instaurèrent des contrôles à l’effet de détecter les « fausses touristes » et lutter contre les mafias qui les amènent. C’est ainsi qu’en avril 2009, 166 Dominicaines furent refoulées vers leur pays d’origine,.

### Racisme en Argentine en rapport avec la couleur de peau
En Argentine, de façon analogue aux autres pays d’Amérique, le racisme lié à la couleur de peau ou à l’origine africaine, remonte à l’époque coloniale. Sous le régime des castes tel qu’imposé par l’Espagne, les personnes ayant des ascendants d’Afrique noire tenaient un rang plus bas encore que les membres des peuples indigènes.
Le racisme hérité de l’ère coloniale passa dans une certaine mesure dans la culture argentine, comme tendent à le démontrer un certain nombre de phrases ou de passages dans la littérature nationale. Les duels à mort entre gauchos ont été représentés avec une teinte de racisme dans un passage fameux du premier livre de l’épopée gaucho Martín Fierro, que l’écrivain et homme politique José Hernández fit paraître en 1870 ; dans ledit passage, le personnage principal se bat en duel avec un gaucho noir non sans avoir d’abord insulté sa fiancée et l’avoir insulté lui-même par les vers suivants:
| « A los blancos hizo Dios, a los mulatos San Pedro, a los negros hizo el diablo para tizón del infierno. » (cap. 7) | « Les blancs, c’est Dieu qui les fit, les mulâtres, saint Pierre, et les noirs, le diable comme tison de l’enfer. » (chap. 7) |

Des années plus tard, en 1878, Hernández publia la seconde partie de sa célèbre épopée, où Fierro soutient avec un autre gaucho noir une payada fameuse, lors de laquelle sont débattus des sujets philosophiques (la vie, la création, l’existence, etc.). Le gaucho noir se révèle être le fils du précédent, et l’unique personnage alphabétisé de tout l’illustre livre. Sachant cette fois-ci éviter le duel, alors qu’il semblait inévitable, Martín Fierro donne ainsi à voir l’évolution qu’a connu le personnage, et à travers lui probablement la société argentine, alors occupée à accueillir des millions d’inmigrants européens.
L’invisibilisation délibérée des Afro-Argentins et de leur culture a été en Argentine un notable mode opératoire du racisme lié à la couleur de peau ou aux origines africaines. Le 9 octobre 2006 fut créé le Foro de Afrodescendientes y Africanos en la Argentina (Forum des Afro-descendants et Africains en Argentine), dans le but de promouvoir le pluralisme social et culturel et de lutter contre la discrimination de cette partie de la population. Lors de la cérémonie de fondation, la présidente de l’Institut national contre la discrimination, la xénophobie et le racisme (l’INADI), María José Lubertino, reconnut, dans les termes suivants, la volonté d’invisibilisation dont les Afro-Argentins ont été l'objet :

« Les Afros en Argentine ont été invisibilisés et restent aujourd’hui encore invisibles. Ceci est le résultat d’un proccessus de diaspora provoqué par l’esclavage et sa transformation en servitude… La stratification sociale actuelle les assigne dans la pauvreté. »

Une forme particulière de stigmatisation, qui s’est généralisée depuis le milieu du XXe siècle, consiste en l’usage de termes dépréciatifs tels que cabecitas negras (petites têtes noires), negritas (négrillonnes), morochos, negradas (noircies), termes associés essentiellement aux travailleurs des classes inférieures. En de nombreux cas, « les relations sociales se sont racialisées », et le terme negro s’est généralisé pour désigner de manière méprisante tout travailleur, sans considération de sa couleur de peau, à telle enseigne qu’il est devenu d’usage, entre personnes haut-placées s’occupant de gestion du personnel dans les entreprises, de se référer aux salariés sous la dénomination los negros. Des dérives semblables se sont manifestées également dans la vie politique argentine : l’oligarchie qui renversa le régime de Perón en 1955 désignait les péronistes par negros, attendu qu’en leur majorité ceux-ci étaient d’origine humble et appartenaient à la classe des travailleurs. Cette habitude langagière a perduré jusqu’à aujourd’hui. Mieux, cette expression spécifique du racisme en Argentine s’est étendue pour englober sous la même dénomination de negro ou de negra des personnes appartenant aux peuples originels, voire les migrants latino-américains et leurs descendants. En témoignent les chansons que rugissent les supporters de football et dans lesquelles la volonté de dénigrement de telle ethnie ou nationalité est manifeste ; dans l’une de ces chansons, particulièrement fameuse, les supporters du Club Atlético Boca Juniors sont traités de « sales nègres de Bolivie et du Paraguay » (negros sucios de Bolivia y Paraguay),.
Si l’Argentine a toujours préféré nier avoir en son sein une communauté de descendants d’Africains, voire s’est employée à effacer l’Afrique de son passé, des groupes afro-argentins tels que Grupo Cultural Afro, SOS Racismo, et Africa Vive ont néanmoins réussi conjointement en 2001 à obtenir d’un député national qu’il organise une cérémonie en mémoire des soldats noirs morts en combattant pour l’indépendance de l’Argentine. Lors de la cérémonie, le député, en plus de rendre hommage à ces soldats, décerna des distinctions aux dirigeants de plusieurs organisations noires. Cet événement, en tenant compte aux Africains des contributions qu’ils ont apportées au pays, est mémorable en ce qu’il est source d’espoir pour les Afro-Argentins et leur fut d’une grande aide sur la voie de la reconnaissance et de l'égalité.

#### AssociationAfrica Vive
Ces dernières décennies, on note un intérêt croissant pour l’héritage africain de l’Argentine, ainsi que pour la communauté des descendants d’Africains. À la fin des années 1990, un collectif d’Afro-Argentins se dénommant Africa Vive (l’Afrique vit) et dirigé par María Magdalena Lamadrid, descendante d’Africains de cinquième génération, s’est constitué en se donnant pour mission de faire connaître la véritable histoire de l’Argentine et des Afro-Argentins ; de valoriser et préserver la culture spécifique des Afro-Argentins, par une prise de conscience de leur place dans l’histoire de l’Argentine et par le respect envers les anciens ; de combattre la discrimination et de promouvoir l’égalité ; de faire prendre conscience de la situation déplorable de la communauté afro-argentine ; et de renforcer l’estime de soi des Afro-Argentins.
María Lamadrid, noire et pauvre, s’est faite femme de ménage pour gagner sa vie, à l’instar des autres femmes pauvres en Argentine, et a dû se battre dans sa jeunesse pour bénéficier d’une formation scolaire. Ayant vu de près et vécu personnellement le racisme au quotidien, elle s'attacha à mettre en lumière le racisme et la discrimination sévissant en Argentine à l'encontre des noirs. En 2002, elle dénonça publiquement un incident dont elle fut victime : lorsqu’elle voulut voyager au Panama, et qu’à cet effet elle se rendit à l’office d’immigration avec son nouveau passeport argentin, la policière qui examina son passeport clama qu’il s’agissait d’un faux et se mit aussitôt en devoir de la mettre en détention ; le seul motif allégué alors était qu’« il n’y a pas de noirs en Argentine ».
En 1999, Africa Vive organisa à l’université de Buenos Aires une conférence contre la discrimination, qui eut un grand retentissement. La fondation fut aussi invitée à participer à la Conférence de l’ONU sur le racisme à Durban, lors de laquelle ses membres eurent l’occasion de faire une présentation décrivant la situation socio-économique des Afro-Argentins, avec le fort taux de chômage qui caractérise cette population, et les difficultés qu’éprouvent les nouveaux immigrés noirs à obtenir leur naturalisation à cause de politiques migratoires racistes.

## Héritage culturel

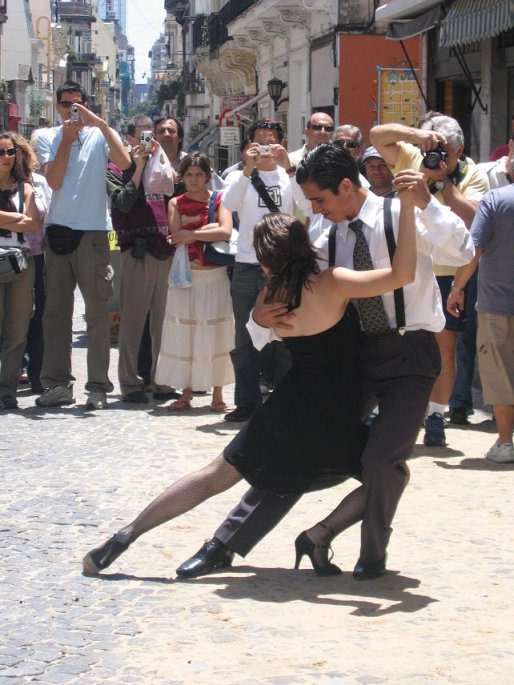
Le tango, musique afro-rioplatense.

L’effet le plus durable et le plus notoire de l’influence noire en Argentine est sans doute le tango, lequel est redevable, pour une partie de ses caractéristiques, aux festivités et cérémonies que les esclaves célébraient autrefois dans les dénommés tangós, les maisons de réunion, dans lesquelles les noirs avaient coutume de se rassembler moyennant l’autorisation de leurs maîtres. Si l’on admet communément que la milonga campagnarde, la milonga citadine (comme danse), le malambo et la chacarera, de même que la payada se soient également nourris de leur influence, des études fiables, aptes à corroborer l’influence noire, font toutefois encore défaut à ce jour ― même si l’historien Juan Álvarez établit, au début du XXe siècle, au moyen du principe comparatif mélorythmique de l’école de Berlin, de (probables) filiations africaines dans des styles musicaux tels que le tango, la milonga bonaerense, le caramba et le marote.
Abstraction faite du personnage brun fictif du Martín Fierro, il y eut quelques payadores célèbres, tels que Gabino Ezeiza (1858-1916), payador et poète, et Higinio Cazón. Le pianiste, compositeur et musicien de tango Rosendo Mendizábal (1868-1913), auteur de El entrerriano (1897), était noir, de même que Carlos Posadas (1874-1918), compositeur de tangos ; Enrique Maciel (1897-1962), guitariste, bandonéoniste et compositeur (auteur notamment de la musique de la valse La pulpera de Santa Lucía) ; Horacio Salgán (compositeur, chef d’orchestre et pianiste) ; Cayetano Silva, natif de San Carlos (Uruguay) et l’auteur de la musique de marche San Lorenzo ; et Zenón Rolón (1856-1902), compositeur plus académique, qui écrivit une abondante œuvre musicale classique, comme la Gran marcha fúnebre, qui fut exécutée en 1880 en honneur du libertador José de San Martín à l’occasion du rapatriement de ses restes.
Le parler espagnol familier du Río de la Plata comporte quantité de mots négro-africains, dont beaucoup, comme mucama, bochinche, dengue, mondongo, quilombo, marote, catinga, tamango, mandinga, candombe et milonga, sont passés dans le lunfardo, l’argot de Buenos Aires. Par ailleurs, par tradition orale, la population afro-argentine de souche coloniale garde dans son langage familier et dans les paroles de ses chansons un certain nombre de vocables africains n’ayant pas infiltré le lunfardo, comme kalunga pour cementerio (cimetière), mundele pour personne blanche (en mauvaise part) et cused, pour aquel ou aquella (celui-là ou celle-là).
Dans le domaine religieux, outre les festivités du carnaval, on trouve des adorations de saint Benoît et du roi mage noir Balthazar, ce dernier faisant l’objet d’une vénération populaire dans une grande partie de la province de Corrientes, dans l’est de celle du Chaco, dans l’est de celle de Formosa et dans le nord de celle de Santa Fe.